# Peter Moers
Peter Moers (* 26. Februar 1962 in Hagen) ist ein deutscher Filmemacher. Er produziert Reportagen und Dokumentarfilme.

## Leben
Nach dem Abitur fing Peter Moers als Kameramann beim WDR in Köln an, um sich zuerst das Chemiestudium und später sein Studium der Geschichte und Philosophie zu finanzieren. Dann zog es ihn nach Hamburg.
Seinen Job als Kameramann bei Sat.1 beendete er bald wieder und begann Mitte der 1990er Jahre als freier Autor und Regisseur in der Dokumentarfilmabteilung des NDR in Hamburg. Kurz vor dem Jahrtausendwechsel gründete er seine erste eigene Filmproduktionsgesellschaft und drehte fortan eigene Reportagen für die öffentlich-rechtlichen Sender. 2002 wurde er mit dem Deutschen Kamerapreis ausgezeichnet. Seit 2009 firmiert seine Produktionsgesellschaft unter MoersMedia mit Produktionsstandort Hamburg. Der Schwerpunkt von Moers und seinem Team liegt dabei auf internationalen Produktionen in den Bereichen Natur, Geschichte und Wissenschaft.

## Wirken
Für Aufsehen sorgte Moers’ Dokumentarfilm Von Göttern und Designern – Ein Glaubenskrieg erreicht Europa (auf Arte) (gemeinsam mit Frank Papenbroock) aus dem Jahr 2006. Darin werden die Versuche christlicher Fundamentalisten beschrieben, die kreationistische Glaubenslehre im Biologieunterricht zu verankern und die Evolutionstheorie als falsch oder unglaubwürdig darzustellen. Der Film sorgte deutschlandweit für Diskussionen um derartige Bestrebungen.
Im Mai 2009 konnte Moers in der Reportage Mit der Bibel zum Abitur (ebenfalls mit Frank Papenbroock) eine weitere Ausbreitung kreationistischer Tendenzen an christlichen Privatschulen in Nordrhein-Westfalen nachweisen.